# Grenze zwischen Niger und dem Tschad

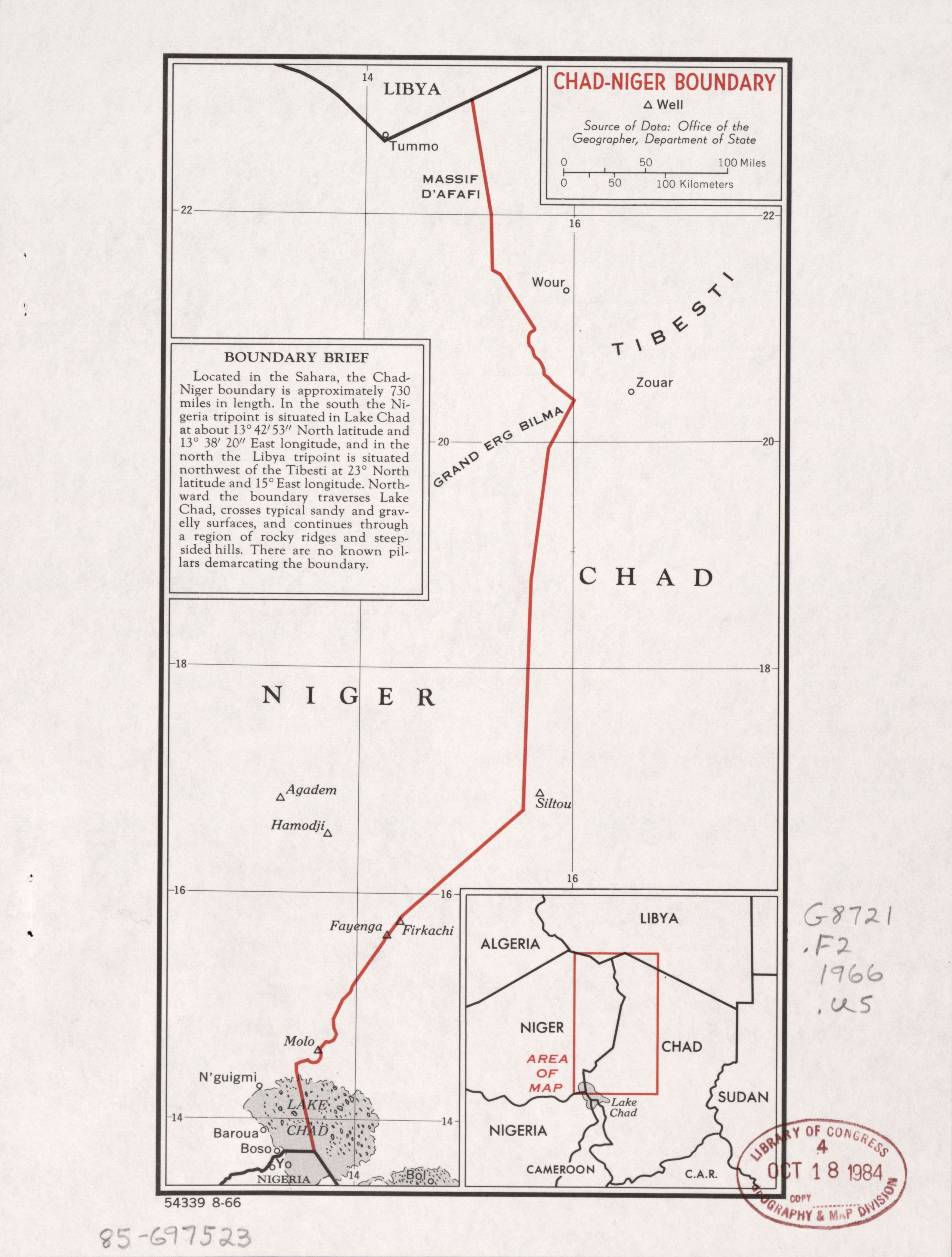
Karte des Grenzverlaufs

Die Grenze zwischen der Republik Niger und dem Tschad trennt als internationale Landgrenze diese beiden Staaten. Sie ist 1175 km lang und verläuft generell in Nord-Süd-Richtung.

## Geschichte
Die Grenzziehung geht auf den Wettlauf um Afrika in den 1880er Jahren zurück. Auf der Berliner Kongokonferenz im Jahr 1884 bestimmten die europäischen Mächte ihre Ansprüche in Afrika. Dadurch erhielt Frankreich die Kontrolle über das obere Tal des Niger-Flusses und damit der heutigen Staaten Mali und Niger sowie der Gebiete, die Pierre Savorgnan de Brazza in Zentralafrika erforscht hatte. Davon ausgehend setzte Frankreich seine Erkundungen weiter in das Innere Afrikas fort. Die neu erkundeten Gebiete wurden zunächst vom französischen Militär verwaltet, später aber als Kolonien (Französisch-Westafrika (AOF) und Französisch-Äquatorialafrika (AEF)) organisiert. Die Grenze zwischen diesen beiden Kolonialgebieten ist heute die Grenze zwischen Niger und dem Tschad. Jedoch wurde der genaue Grenzverlauf im südlichen Abschnitt bis zum 16. nördlichen Breitengrad erst im Februar 1912 festgelegt und 1939 modifiziert. Der nördliche Abschnitt wurde mit dem Memorandum 2268 am 18. März 1931 geändert, in dem der Gebirgszug des Tibesti von Französisch-Westafrika zu Französisch-Äquatorialafrika und damit zum Tschad kam. Mit der Entkolonialisierung am Ende der 1950er Jahre erlangten Niger und der Tschad im August 1960 die Unabhängigkeit und die Verwaltungsgrenze wurde zur internationalen Grenze. Sowohl die neuzeitliche Flüchtlingskrise als auch Goldfunde im Tibesti haben die Situation im Grenzgebiet neuerdings verschärft.

## Grenzverlauf
Die Grenze beginnt im Norden am Dreiländereck Libyen-Niger-Tschad (23.004236°N; 14.997618°E),  westlich des Aouzou-Streifens, der nach einem nicht ratifizierten italienisch-französischen Abkommen aus dem Jahr 1935 zu Italienisch-Libyen kommen sollte, aber beim Tschad verblieben ist. Sie verläuft von dort in mehreren meist geradlinigen Abschnitten über das östliche Tchigaï-Plateau zur Balise 699 westlich des in einer Oase des Tibesti gelegenen tschadischen Zouar, an der die Grenze rechtwinklig abknickt. Der weitere Verlauf der Grenze berührt die Große Sandwüste von Bilma in ihrem Ostrand, nimmt dort eine südwestliche Richtung und erreicht östlich des nigrischen N’Guigmi den inzwischen weitgehend ausgetrockneten Tschadsee. Dort endet die Grenze am Dreiländereck Niger-Nigeria-Tschad (13°42'36"N, 13°37'48"E).

## Verkehr
Grenzübergänge bestehen zwischen N'guigmi in die tschadischen Orte Nokou und Rig Rig. Jedoch bestehen hier verschiedene Reisewarnungen.